# Irène Galter

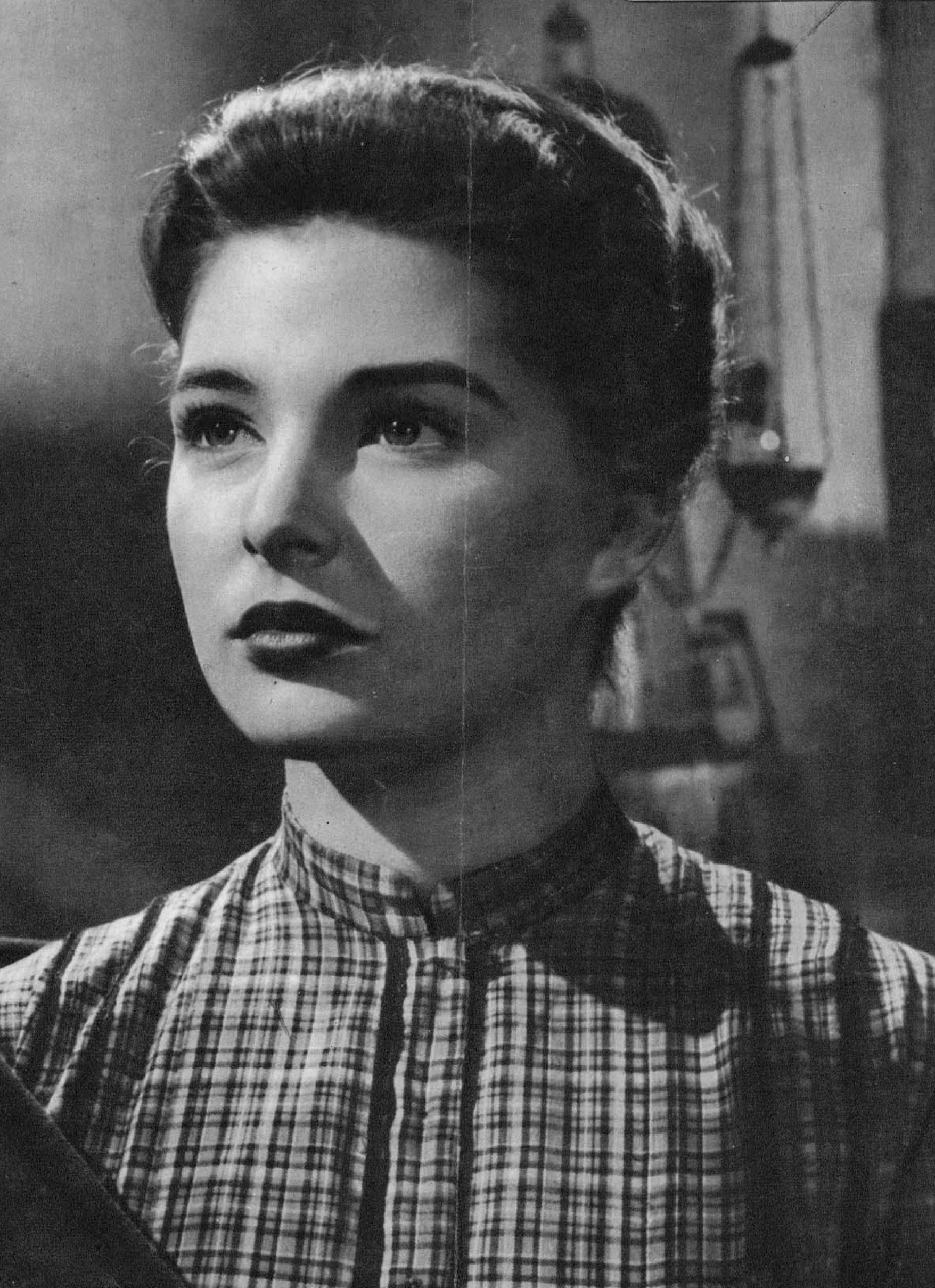
Irène Galter

Irène Galter (eigentlich Irène Patuzzi, * 16. September 1931 in Meran; † 7. Juni 2018 in Novara) war eine italienische Schauspielerin.

## Leben
Ihre ersten schauspielerischen Erfahrungen sammelte sie im Kindertheater und bei Schulaufführungen. Von Regisseur Giuseppe De Santis wurde sie für den Film entdeckt. Ihr Filmdebüt hatte sie in Es geschah Punkt 11 (Roma ore 11).
Galter drehte in den 1950er-Jahren achtzehn Spielfilme, darunter Komödien ebenso wie Dramen, Musikfilme und Kostümfilme. Auch in einer Fernsehinszenierung der RAI spielte sie 1954 eine Hauptrolle unter der Regie von Camillo Mastrocinque.
Galter galt als die perfekte Verlobte der Filmindustrie ihrer Zeit. Nach ihrer Heirat mit dem Industriellen Otto Lughin beendete sie ihre Karriere.

## Filmografie (Auswahl)
- 1952: Das Lied vom Verrat (Processo alla città)
- 1953: Die Sonne in den Augen (Il sole negli occhi)
- 1953: Und keine blieb verschont (Quand tu liras cette lettre)
- 1953: Fremdenlegion (Legione straniera)
- 1954: Casanova – seine Liebe und Abenteuer (Les aventures et les amours de Casanova)
- 1955: Der Himmel ist nie ausverkauft
- 1955: Der Lebensretter (Il coraggio)
- 1955: Hundert Jahre Liebe (Centi anni d‘amore)
- 1956: Liane, das Mädchen aus dem Urwald
- 1958: Liebe und Verdruss (Amore e guai)